# قواعد السلطة حسب فرنش وريفن

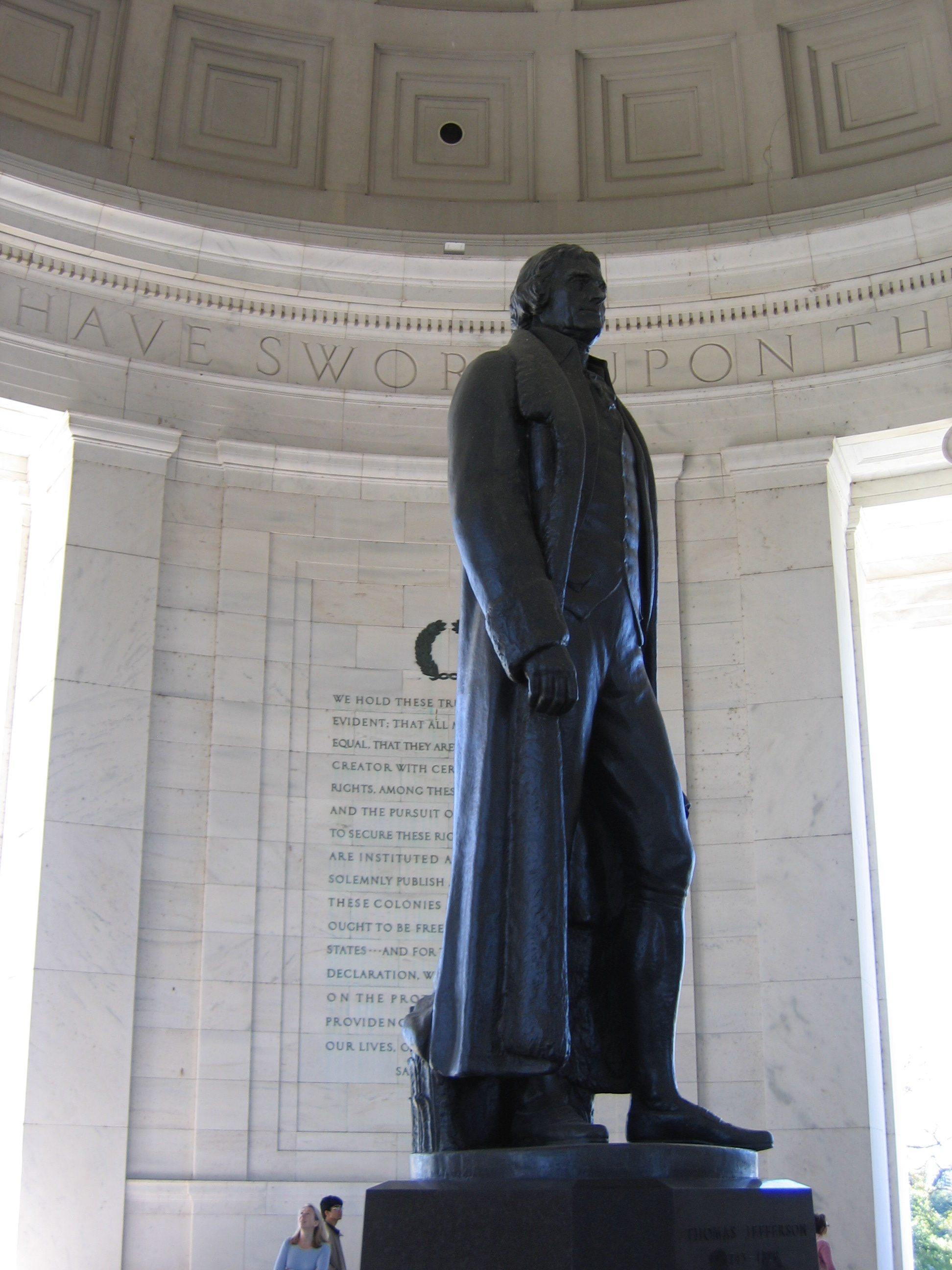

 قواعد السلطة ستة حسب فرنش وريفن العالمين النفسيين الاجتماعيين، وهي سلطة الإجبار والجزاء والشرعية والمرجعية والخبرة ثم سلطة المعرفة.